# Naučná stezka Údolí pod Klíčem
Naučná stezka Údolí pod Klíčem byla slavnostně otevřena v roce 2007. Byla vybudována v Lužických horách severně od hory Klíč v údolí mezi obcemi Kytlice a Svor.
Poblíž města Nový Bor v severní části okresu Česká Lípa je výrazná hora Klíč patřící do Lužických hor. Je již na území spravovaném CHKO Lužické hory. Zhruba 1,5 kilometru východně od Klíče je obec Svor a pět kilometrů severozápadně leží Kytlice, která patří do sousedního okresu Děčín. Mezi těmito obcemi byla vybudována naučná stezka v údolí mezi horou Klíč a severně se tyčícím Rousínovským vrchem. 

## Historie
Slavnostní otevření nové stezky se konalo 6. prosince 2007. Vybudovala ji ZO Českého svazu ochránců přírody 01/14 Natura, quo vadis? s finanční podporou státního podniku Lesy České republiky a firmy RWE Transgas Net.
Na trase bylo šest panelů, jejichž text byl zaměřen hlavně na děti z rekreačních zařízení v okolí. Seznamoval je se zdejší faunovou i flórou a vhodným chováním v přírodě. 
Lesy České republiky publikovaly záměr stezku prodloužit, přidat panely a jejich informační náplň zlepšit.

## Turistika
Lokalita je protkána sítí značených turistických tras včetně evropské délkové trasy E10 a cyklotras.